# Cao nguyên Volhynia

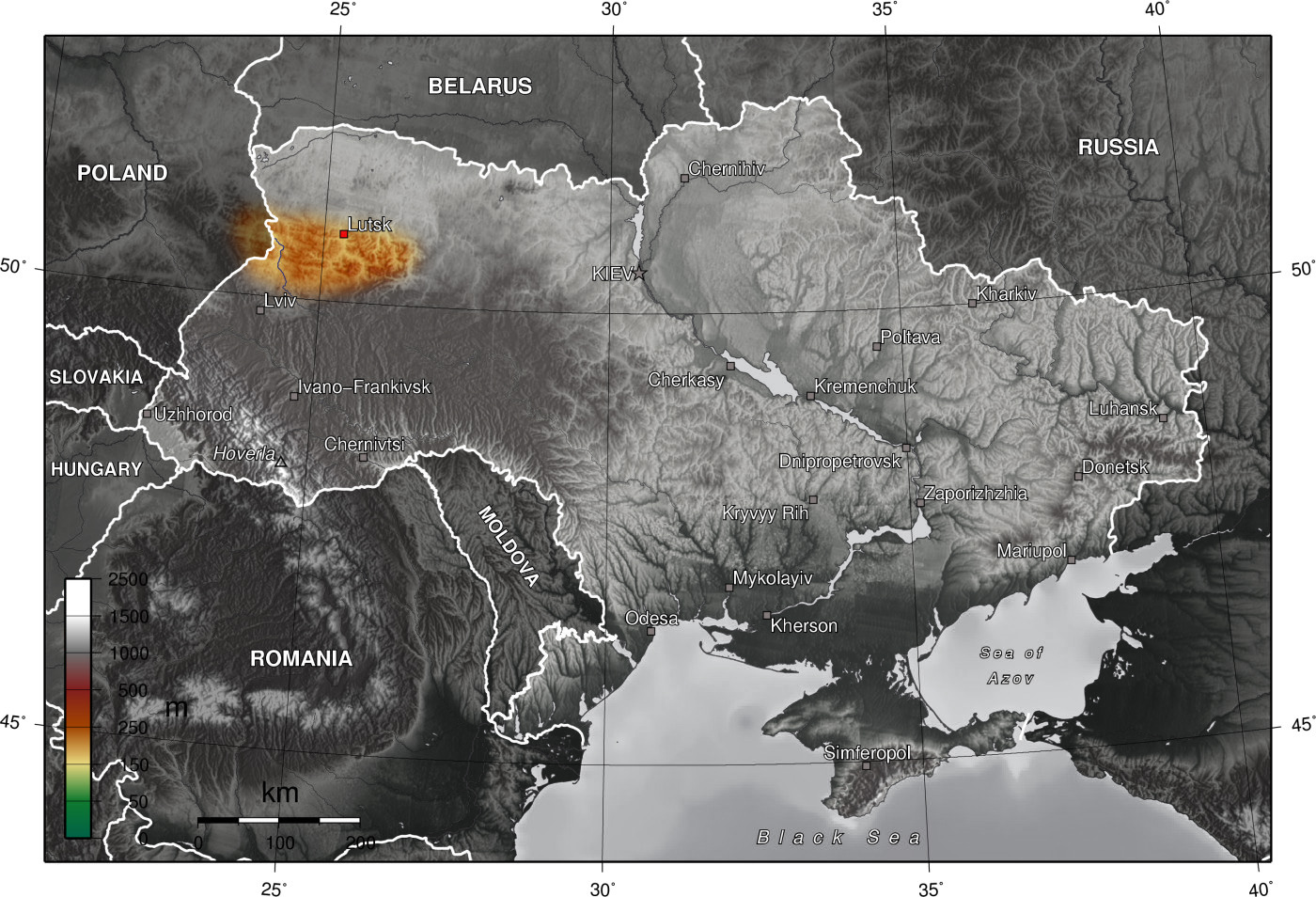
Cao nguyên Volhynian

Cao nguyên Volhynia hay cao nguyên Volyn (tiếng Ukraina: Волинська височина, volynska vysochyna) là một Cao nguyên ở phía tây Ukraine, với phần phía tây bắc nhỏ kéo dài vào phía đông Ba Lan.
Cao nguyên Podolia và Cao nguyên Volhynia đôi khi được nhóm lại với nhau là Cao nguyên Volhynia-Podilia. Cần phải biết rằng cả hai cao nguyên đều được ngăn cách bởi một đồng bằng gọi là "Polesia Nhỏ" (tiếng Ukraina: Мале Полісся).
Volhynia nằm giữa Sông Tây Bug và Korchyk, một nhánh của sông Sluch. Nó trải dài hơn 200 km (120 mi) với chiều rộng khoảng 80 km (50 mi). Độ cao trung bình là 220–250 m (720–820 ft) với tối đa là ở rặng núi Mizoch với 342 m (1.122 ft). Bề mặt của nó là gợn sóng yếu được mổ xẻ bởi các thung lũng sông và khe núi rộng.
Về mặt địa chất, nó bao gồm các mỏ Paleozoi chồng lên nhau với đá của hệ thống Phấn trắng. Có sự hình thành đá vôi và trong lõm đá vôi có tồn tại các hồ nhỏ. Trong số các khoáng chất có phấn, than đen, than bùn, pegmatit, đất sét. Phổ biến rộng rãi có bãi lầy.
Vùng địa lý bao gồm các tiểu vùng nhỏ khác biệt sau
- Đồi Sokal
- Cao nguyên sông Bug
- Đồi Horodło
- Thung lũng Hrubieszow
- Cao nguyên Horokhiv
- Povcha Cao nguyên
- Cao nguyên Rivne
- Cao nguyên Hoshcha
- Sườn núi Mizoch
- Đồng bằng Shepetivka